# Caparol
Caparol är ett varumärke och färgföretag, helägt av den tyska, familjeägda koncernen DAW. Företaget finns i 24 länder runt om i världen. I Sverige är Caparol leverantör till både företag och konsumenter, och hanteras av DAW Nordic AB.
Namnet härstammar från produkten Caparol, av casein, paraffin och oleum (här kinesisk träolja), vilka var beståndsdelarna i den 1928 av DAW utvecklade färgbasen, som såldes till målare för egen blandning till färdig målarfärg. 1934 kom en vidareutveckling av Caparol, där oljan hade ersatts av akrylharts. Mækyfrollig.